# 加藤宏暉
加藤 宏暉（かとう こうき、1942年2月21日 - 2011年3月11日）は、日本の政治家。2007年から岩手県上閉伊郡大槌町長を務めたが、職務中に東日本大震災に遭い、津波に流され逝去した。

## 経歴
大槌町出身。岩手県立大槌高等学校卒業。1961年（昭和36年）に同町職員として町役場に入庁した。議会事務局長、総務課長を経て1999年（平成11年）からは助役を1期4年務めた。
2007年（平成19年）4月の大槌町長選挙で現職の山崎三雄を破って初当選し、5月8日に町長に就任した。その後、2010年12月には、2011年（平成23年）4月に行われる予定であった次期町長選に出馬の意向を固め2期目再選を目指していた。
4月に行われる予定だった次期町長選挙を直前に控えた2011年（平成23年）3月11日に東北地方太平洋沖地震（東日本大震災）が発生した際、町職員らと役場前で対策会議を行っていた最中に襲来した津波に流され、多くの職員と共に行方不明となった。その8日後の3月19日に遺体で見つかり、死亡が確認された。69歳没。

## 死後の大槌町政
津波で役場が全壊した上、町長と課長クラスを含む職員多数（当時の町職員136人のうち32人）が死亡・行方不明になったことで、大槌町の行政機能は麻痺状態となった。
町長が不在になったため、副町長の東梅政昭が職務代理者となった。東梅は加藤の町職員時代の後輩で、定年退職後に加藤の求めに応じて副町長に就任していた。副町長の指名権を持つ町長が空席のため再任はできず、新たな副町長の選任もできないため、東梅は2011年6月20日で任期を満了して退任し、翌21日からは一般職員である総務課長（震災後に課長に就任し、総務部長、町会計管理者を経て2015年に同職をもって辞職）の平野公三が職務代理者となった。
こうした事態は、町長選挙が実施困難であったため、臨時特例法の適用を受けて延期されたことによって生じた。しかし長引く町長の不在、それに加えて職務代理者の交代は、町の復興の足かせとなり、町民の不安を募らせた。
町の選挙管理委員会の努力により、町長選挙は8月28日投開票で実施され、碇川豊が新町長に当選した。碇川もまた町職員出身で、2010年（平成22年）12月まで総務課長を務めた後、2011年4月に当初予定されていた町長選挙に加藤の対立候補として出馬するため退職していた。このため、震災発生時点で総務課長ポストは空席となっていたが、震災により他の課長級職員も7人が死亡ないしは行方不明、他4人中3人が定年退職という事態に至り、上述のように総務課ナンバー2の主幹である平野が総務課長に昇格、さらに町長の職務代理者を務めることになった。平野はその後、2015年の町長選挙で現職の碇川を破って当選し、町長に就任した。